# Tanzaniops gorillora
Tanzaniops gorillora is een haft uit de familie Baetidae. De wetenschappelijke naam van de soort is voor het eerst geldig gepubliceerd in 2002 door McCafferty.
De soort komt voor in het Afrotropisch gebied.